# Abu Arisz
Abu Arisz (arab. ابو عريش) – miasto w południowo-zachodniej Arabii Saudyjskiej, w prowincji Dżazan. Według spisu ludności na rok 2010 liczyło 61 047 mieszkańców .